# Alpandeire
Alpandeire est une commune de la province de Malaga dans la communauté autonome d'Andalousie en Espagne.

## Géographie
Alpandeire est située à 130 km de Malaga et à 665 km de Madrid.

## Démographie
| 1991 | 1996 | 2001 | 2004 | 2005 | 2008 | 2009 |
| ---- | ---- | ---- | ---- | ---- | ---- | ---- |
| 337  | 303  | 307  | 291  | 291  | 278  | 271  |